# Trafaria
Trafaria è una ex freguesia del Portogallo e una vila (frazione) del comune portoghese di Almada, con un'area di 5,83 km² e 5.696 abitanti (2011).

## Geografia fisica
La vila di Trafaria è delimitata a nord dal fiume Tago, a est dalla città di Caparica, a sud da quella di Costa de Caparica e ad ovest dall'Oceano Atlantico.
In località Cova do Vapor si ha l'incontro fra il fiume e l'oceano.

## Storia
L'origine di Trafaria è da ricercarsi in un piccolo agglomerato di pescatori, di cui è impossibile conoscere una datazione certa.
Un evento che segnò profondamente la città avvenne il 23 gennaio 1777: il Marchese di Pombal ordinò di incendiare le capanne degli abitanti che avevano osato non rispondere all'ordine di reclutamento dello stesso marchese, potente ministro del re Giuseppe I del Portogallo.
Nel 1873 si stabilì nella località Cova do Vapor la fabbrica di dinamite dell'ingegnere francese Combemale.
L'8 maggio 1900 fu ufficialmente inaugurata la Sociedade Recreativa Musical Trafariense.
Nel 1901 la regina Dona Amelia inaugurò a Trafaria la prima colonia balneare del Portogallo.
Il 7 ottobre 1926 venne ufficialmente istituita la freguesia di Trafaria.
Trafaria fu elevata al rango di città il 2 settembre 1985.
Nella frazione sono ancora numerosi i forti costruiti nei secoli passati a difesa dell'estuario del fiume Tago e quindi della capitale Lisbona.

## Società

### Evoluzione demografica
| Indicatore | 1991  | 2001  | Variazione % |
| ---------- | ----- | ----- | ------------ |
| Residenti  | 6.785 | 5.913 | -13,4        |
| Famiglie   | 2.225 | 2.225 | 0,0          |
| Alloggi    | 3.368 | 3.359 | -0,3         |
| Edifici    | 2.270 | 2.313 | 1,9          |

### Istituzioni, enti e associazioni
Le principali associazioni di Trafaria sono:
- Sociedade Recreativa Musical Trafariense
- Clube de Futebol da Trafaria
- Grupo Recreativo Flechas do Picagalo
- Clube Recreativo e Académico de Pêra
- Sociedade Columbófila de Trafaria
- Real Clube de Murfacém
- Sporting Clube da Corvina
- Grupo Desportivo os Pescadores do 2ºTorrão

## Il "Bugio"
Sino alla fine del XIV secolo la facilità con cui flotte di origine straniera riuscivano ad oltrepassare l'estuario del fiume Tago costituì un grave problema inerente alla sicurezza persino della propria capitale. L'assenza di fortificazioni nei due margini del fiume era un invito diretto ai predatori del mare, i quali, ovviamente, non risparmiavano incursioni e razzie.
Fu il re Giuseppe a prendere l'iniziativa per dotare il Tago di mezzi di difesa, compito nel quale si impegnarono successivamente i sovrani Giovanni II, Manuele I e Sebastiano.
Secondo i dati disponibili, il primo "Bugio" (nome con il quale venne battezzata familiarmente la costruzione) venne costruito in un isolotto di sabbia, erigendo una palizzata in legno disposta in circolo, riempiendo il circolo com pietre e, finalmente, ponendo in cima alla palizzata un forte di legno.
A quanto pare, tale costruzione non resistette molto tempo alle intemperie e all'instabilità dell'isolotto; il re Filippo I decise di ricostruire il forte, questa volta interamente in pietra, ma l'autore del progetto, Giovanni Vincenzo Casali, morì nel 1593, prima che l'opera fosse completata ed i lavori furono interrotti.
Poco tempo dopo il re Filippo I fece intervenire dall'Italia l'ingegnere Leonardo Torriani; questi riprogettò e diresse l'opera di costruzione fino a che questa non fosse terminata.
Nel 1775 fu installato il faro, automatizzato nel 1981, e sul finire degli anni Novanta furono concluse le opere di consolidamento e restauro.
Il Bugio, detto anche Torre di S. Lorenzo, è classificato come monumento nazionale dal 1957 e, secondo una convenzione geografica, indica il punto in cui il Tago confluisce nell'Oceano Atlantico.

## Economia
A Trafaria le principali attività economiche sono i servizi, il commercio e soprattutto la pesca. Fra i vari tipi di pesca si distacca la raccolta delle vongole.

### Artigianato
Sono prodotte miniature in legno e conchiglie lavorate. Di rilievo anche la pittura su vetro e la produzione di ceramica.

## Gastronomia
Il piatto tipico di Trafaria è la "caldeirada de marisco", zuppa di frutti di mare.

## Feste
- Feste popolari (12, 24 e 29 giugno)
- Festa della città (dal 1º al 9 luglio)
- Festa del pesce e dei frutti di mare (luglio)